# Witflankbergnimf
De witflankbergnimf (Oreotrochilus leucopleurus) is een vogel uit de familie Trochilidae (Kolibries).

## Verspreiding en leefgebied
Deze soort komt voor van zuidelijk Bolivia tot zuidelijk Argentinië en Chili.